# H-16 (航空機)
H-16
アメリカ空軍の試作機パイアセッキ YH-16 トランスポーター
- 用途：輸送ヘリコプター
- 設計者：フランク・パイアセッキ
- 製造者：パイアセッキ・ヘリコプター
- 運用者：アメリカ空軍、アメリカ陸軍
- 初飛行：1953年10月23日
- 生産数：2機

パイアセッキ H-16 トランスポーター（Piasecki H-16 Transporter、社内名称PV-15）は、フランク・パイアセッキの設計によりパイアセッキ・ヘリコプター社で製造されたタンデムローターの輸送/救難ヘリコプターである。試作機がアメリカ空軍とアメリカ陸軍により評価試験にかけられたが、試作2号機が墜落すると開発プロジェクトはキャンセルされた。

## 設計と開発
社内名称PV-15と命名されたこのタンデムローターのヘリコプターはパイアセッキ社の創業者であるフランク・パイアセッキにより設計された。

## 運用の歴史

### 墜落
1956年1月初めに試作2号機のYH-16試験機がニュージャージー上空での試験飛行からフィラデルフィアへ帰還する途中で墜落した。後にキャビン内に搭載されていたデータレコーダーに記録されていたローターブレードの状態からこの墜落は後部ローターのスリップリングに起因していたことが特定された。スリップリングのベアリングが固着し、その結果トルクの負荷が後部ローターシャフト内部に配されている縦管を切断していた。鋼製縦管のこの部分は倒れてアルミニウム製ローターシャフト内側にまで達し、それに深い刻み目をつけた。ローターシャフトは最終的に飛行中に破断し、後方ブレードと前方ブレードの同期がとれなくなりブレード同士が衝突した。
この機体は全損し、パイロットのハロルド・ピーターソン（Harold Peterson）とジョージ・キャラハン（George Callahan）の2名が死亡した。この墜落によりYH-16ばかりではなく、計画されていたポッド換装型YH-16Bもキャンセルされた

## 派生型

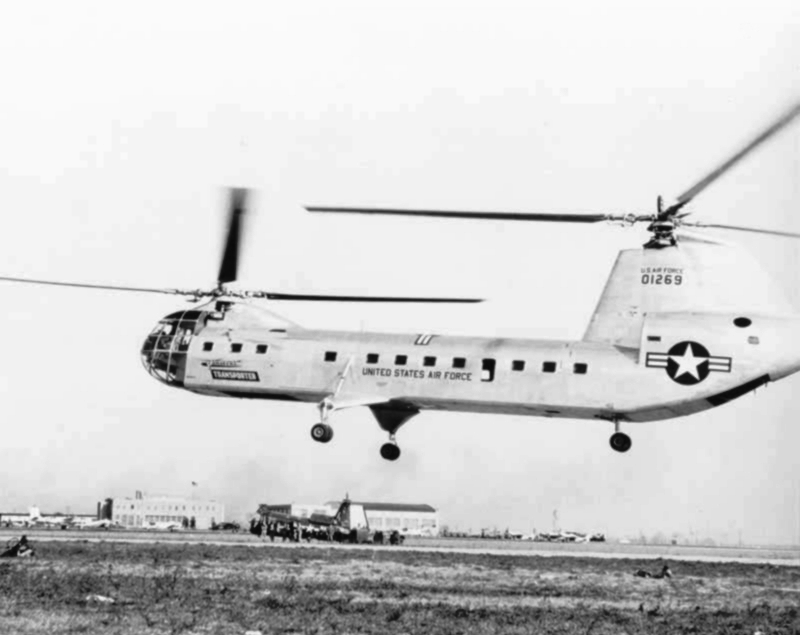
YH-16A試作初号機

XH-16A
2基のプラット・アンド・ホイットニー R-2180-A 星型エンジンを搭載し、兵員43名を収容可。1機が製造され、後にYH-16Bに改装。
YH-16A
2基のアリソン T38-A-10 1,800 shpターボシャフトエンジンを搭載、以前の名称はXH-27。
YH-16B
試作機XH-16A のエンジンを2基のアリソン T56-A-5 2,100 shp ターボシャフトエンジンに換装した機体。

## 運用
アメリカ合衆国
- アメリカ空軍
- アメリカ陸軍

## 要目 (YH-16B)
出典: U.S. Army Aircraft Since 1947
諸元
- 乗員: 3（パイロット2名と航空機関士1名[5])
- 定員: 兵員47名、又は担架38床と看護兵5名
- 全長: 23.65 m （77 ft 7 in）
- 全高: 7.62 m （25 ft 0 in）
- ローター直径: 2 × 25 m （82 ft）
- 空虚重量: 11,544 kg （25,450 lb）
- 運用時重量: 20,729 kg （45,700 lb）

性能
- 最大速度: 251 km/h （136 kn） 156 mph
- 巡航速度: 201 km/h （109 kn） 125 mph
- 航続距離: 348 km （188 海里） 216 mi
- 実用上昇限度: 4,755 m （15,600 ft）

## 注
1. ↑  YH-16Bは69名乗りの人員輸送型、指揮型、修理工場型などが構想されていた[3]。